# Nati il 3 marzo
| Questa pagina contiene informazioni ricavate automaticamente dalle voci biografiche con l'ausilio del template Bio e di un bot. L'aggiornamento è periodico e automatico e ricostruisce completamente la pagina. Se manca una persona in questa lista, sei pregato di non aggiungerla, ma accertati piuttosto che la sua voce biografica contenga il template Bio e che i dati anagrafici siano correttamente compilati. Se il template Bio manca, inseriscilo tu stesso o, in alternativa, metti l'avviso {{tmp\|Bio}} che ne segnala la mancanza. Se i dati riportati sono sbagliati, correggi direttamente la voce biografica; le modifiche saranno visibili in questa lista entro pochi giorni. Per chiarimenti vedi il progetto biografie. La lista contiene solo le 1.366 persone che sono citate nell'enciclopedia e per le quali è stato implementato correttamente il template Bio. Pagina aggiornata al 13 ago 2025. |

## XIII secolo(2)
- 1267 - Gemma Donati, italiana
- 1279 - Ismaʿil I di Granada, sultano († 1325)

## XV secolo(7)
- 1406 - Meliaduse d'Este, nobile († 1452)
- 1439 - Ashikaga Yoshimi, militare giapponese († 1491)
- 1440 - Cleofe Borromeo Gabrielli, poetessa italiana († 1495)
- 1453 - Filippo II di Waldeck, nobile tedesco († 1524)
- 1455 - Ascanio Maria Sforza, cardinale italiano († 1505)
- 1463 - Paola Gambara Costa, nobildonna e beata italiana († 1515)
- 1500 - Reginald Pole, cardinale e arcivescovo cattolico inglese († 1558)

## XVI secolo(13)
- 1506 - Luigi d'Aviz, principe portoghese († 1555)
- 1520 - Mattia Flacio Illirico, teologo tedesco († 1575)
- 1526 - Astorre II Baglioni, condottiero italiano († 1571)
- 1529 - Alexandru II Mircea, principe († 1577)
- 1545 - Angelo Rocca, umanista, bibliotecario e vescovo cattolico italiano († 1620)
- 1561 - Camillo Procaccini, pittore italiano († 1629)
- 1572 - Robert Catesby, politico britannico († 1605)
- 1577 - Nicolas Trigault, gesuita, missionario e letterato belga († 1628)
- 1583 - Anna d'Assia-Darmstadt, nobile († 1631)
- 1583 - Edward Herbert, filosofo e poeta inglese († 1648)
- 1589 - Gijsbert Voet, predicatore e teologo olandese († 1676)
- 1597 - Juan Alfonso Enríquez de Cabrera, militare spagnolo († 1647)
- 1600 - Gheorghe Ghica, nobile rumeno († 1664)

## XVII secolo(14)
- 1606 - William Davenant, poeta e drammaturgo britannico († 1668)
- 1615 - Cristina Margherita di Meclemburgo-Güstrow, principessa tedesca († 1666)
- 1615 - Francesco Megale, vescovo cattolico italiano († 1681)
- 1631 - Francesco Picarelli, vescovo cattolico italiano († 1708)
- 1631 - Enrico Vialardi di Villanova, vescovo cattolico italiano († 1711)
- 1632 - Teofilo Macchetti, compositore e teorico musicale italiano († 1714)
- 1646 - Gregor Schwenzengast, scultore austriaco († 1723)
- 1649 - John Floyer, medico inglese († 1734)
- 1652 - Thomas Otway, drammaturgo inglese († 1685)
- 1663 - Nicolas Siret, compositore, clavicembalista e organista francese († 1754)
- 1667 - Jacob Heinrich von Flemming, politico e generale tedesco († 1728)
- 1674 - Friedrich Karl von Schönborn-Buchheim, vescovo cattolico tedesco († 1746)
- 1695 - Gabriele III Malaspina, nobile italiano († 1758)
- 1700 - Charles-Joseph Natoire, pittore francese († 1777)

## XVIII secolo(27)
- 1709 - Andreas Sigismund Marggraf, chimico tedesco († 1782)
- 1718 - Giuseppe Maria Sisto y Britto, vescovo cattolico italiano († 1796)
- 1720 - Vitaliano Borromeo, cardinale e arcivescovo cattolico italiano († 1793)
- 1727 - Christen Friis Rottbøll, medico e botanico danese († 1797)
- 1735 - Button Gwinnett, politico statunitense († 1777)
- 1736 - Michail Ivanovič Daškov, diplomatico russo († 1764)
- 1746 - Izabela Fleming, principessa e scrittrice polacca († 1835)
- 1748 - Hyacinthe Arrighi de Casanova, magistrato, funzionario e politico francese († 1819)
- 1754 - Giuseppe Compagnoni, costituzionalista, letterato e giornalista italiano († 1833)
- 1756 - William Godwin, filosofo e scrittore britannico († 1836)
- 1756 - Mademoiselle Raucourt, attrice teatrale francese († 1815)
- 1765 - Francesco Alberi, pittore italiano († 1836)
- 1767 - Matthew Talbot, politico statunitense († 1827)
- 1768 - Vincenzo Brunacci, matematico italiano († 1818)
- 1771 - Paul Dermoncourt, generale francese († 1847)
- 1772 - Bartolomeo Bortolazzi, compositore e mandolinista italiano
- 1776 - Louise Sébastienne Danton Dupin, francese († 1856)
- 1777 - Adolphe Dureau de la Malle, naturalista, storico e disegnatore francese († 1857)
- 1777 - Ludovico Luigi Ugolini, arcivescovo cattolico italiano († 1850)
- 1778 - Federica di Meclemburgo-Strelitz, principessa tedesca († 1841)
- 1785 - Nicola Petrini Zamboni, violinista, compositore e direttore d'orchestra italiano († 1849)
- 1785 - Giovanni Ricordi, editore musicale italiano († 1853)
- 1788 - Fernando Estévez, scultore, pittore e urbanista spagnolo († 1854)
- 1790 - John Austin, giurista e filosofo britannico († 1859)
- 1793 - William Charles Macready, attore teatrale e impresario teatrale inglese († 1873)
- 1793 - Charles Sealsfield, scrittore e giornalista austriaco († 1864)
- 1797 - Ferdinando Bianchi, patriota e presbitero italiano († 1866)

## XIX secolo(195)
- 1802 - Adolphe Nourrit, tenore francese († 1839)
- 1803 - Alexandre-Gabriel Decamps, pittore francese († 1860)
- 1803 - Melchiorre Murenu, poeta italiano († 1854)
- 1803 - Norberto Rosa, poeta italiano († 1862)
- 1803 - Giovanni Spano, archeologo, linguista e etnologo italiano († 1878)
- 1804 - Fedele Caggiano, scultore italiano († 1880)
- 1804 - Jacques-Victor Henry Christophe, nobile haitiano († 1820)
- 1804 - Gustave d'Eichthal, grecista, saggista e geografo francese († 1886)
- 1805 - Eugène Stanislas Alexandre Bléry, incisore e disegnatore francese († 1887)
- 1805 - Jonas Furrer, politico, avvocato e giurista svizzero († 1861)
- 1806 - Anders Gustaf Dahlbom, entomologo svedese († 1859)
- 1806 - Emil Adolf Rossmässler, naturalista e politico tedesco († 1867)
- 1807 - Charles François Antoine Morren, botanico belga († 1858)
- 1809 - Paola Frassinetti, religiosa e santa italiana († 1882)
- 1811 - Luigi Bonazzi, storico e attore teatrale italiano († 1879)
- 1812 - Ernst Friedrich Apelt, filosofo tedesco († 1859)
- 1813 - Ferdinando Beneventano del Bosco, generale italiano († 1881)
- 1814 - Louis Buvelot, pittore svizzero († 1888)
- 1815 - Paul-Gustave Froment, inventore francese († 1865)
- 1816 - Alberto Crivelli, diplomatico e nobile italiano († 1868)
- 1818 - Tommaso Lauri, politico italiano († 1894)
- 1819 - Giovanni Ruggeri della Torre, politico italiano († 1896)
- 1819 - Gustave de Molinari, economista belga († 1912)
- 1821 - Erich Correns, pittore tedesco († 1877)
- 1822 - Bernhard Hammer, politico svizzero († 1907)
- 1823 - Gyula Andrássy il Vecchio, politico ungherese († 1890)
- 1824 - Paul Ginhac, gesuita francese († 1895)
- 1826 - Paolo Fortunato Maria De Gruttis, presbitero italiano († 1905)
- 1828 - William Cairns, politico britannico († 1888)
- 1829 - Heinrich Dernburg, giurista tedesco († 1907)
- 1829 - Rita e Cristina Parodi, italiana († 1829)
- 1829 - Carl von Siemens, imprenditore tedesco († 1906)
- 1831 - Gioacchino La Lomia, presbitero e missionario italiano († 1905)
- 1831 - George Pullman, inventore e imprenditore statunitense († 1897)
- 1831 - Carlo Valenziani, orientalista italiano († 1896)
- 1832 - Giuseppe Basini, politico italiano († 1894)
- 1832 - Luigi Macchi, cardinale italiano († 1907)
- 1833 - Eduard Georg von Wahl, chirurgo tedesco († 1890)
- 1836 - Federico Ashton, pittore italiano († 1904)
- 1837 - Guglielmo Calderini, architetto italiano († 1916)
- 1837 - Jacques Duchesne, generale francese († 1918)
- 1837 - Augusto Rivalta, scultore italiano († 1925)
- 1838 - Paolo Angeloni, politico italiano († 1897)
- 1838 - George William Hill, astronomo e matematico statunitense († 1914)
- 1839 - Jamshedji Tata, imprenditore indiano († 1904)
- 1840 - Capo Giuseppe, condottiero nativo americano († 1904)
- 1841 - John Murray, oceanografo britannico († 1914)
- 1841 - Giovanni Battista Paganuzzi, avvocato e politico italiano († 1923)
- 1843 - William Chandler Roberts-Austen, scienziato inglese († 1902)
- 1844 - Aoki Shuzo, politico e diplomatico giapponese († 1914)
- 1844 - Hugo Heermann, violinista e docente tedesco († 1935)
- 1844 - Kōno Bairei, pittore e illustratore giapponese († 1895)
- 1845 - Georg Cantor, matematico tedesco († 1918)
- 1846 - Edward Armstrong, storico e biografo britannico († 1928)
- 1846 - Edoardo Brizio, archeologo italiano († 1907)
- 1846 - Marcello Basilio Mallarini, pittore e scultore italiano († 1902)
- 1847 - Alexander Graham Bell, ingegnere, inventore e scienziato britannico († 1922)
- 1847 - Alexander Georg Supan, geografo austriaco († 1920)
- 1848 - Gustav Fischer, esploratore e medico tedesco († 1886)
- 1848 - Frank McLaury, pistolero statunitense († 1881)
- 1849 - Hermann Eichhorst, patologo e medico svizzero († 1921)
- 1850 - Almerico Meomartini, architetto, archeologo e scrittore italiano († 1923)
- 1850 - Zdenko Hans Skraup, chimico ceco († 1910)
- 1850 - Henry Henshaw, ornitologo e etnologo statunitense († 1930)
- 1850 - Gaetano Zoppi, generale e dirigente sportivo italiano († 1948)
- 1852 - Ernest Cassel, banchiere tedesco († 1921)
- 1852 - Josef Schrammel, compositore e musicista austriaco († 1895)
- 1853 - James Stopford, VI conte di Courtown, nobile irlandese († 1933)
- 1855 - Carl von Bassewitz-Levetzow, politico tedesco († 1921)
- 1857 - Alfred Bruneau, compositore francese († 1934)
- 1857 - Everard Calthrop, ingegnere e inventore britannico († 1927)
- 1858 - Carlo Salvioni, linguista e glottologo svizzero († 1920)
- 1859 - Charles-Lucien Lépine, inventore e regista cinematografico francese († 1941)
- 1861 - Račo Petrov, generale e politico bulgaro († 1942)
- 1863 - Arthur Machen, scrittore gallese († 1947)
- 1863 - Arturo Rietti, pittore italiano († 1943)
- 1863 - Ali-Aga Šichlinskij, generale azero († 1943)
- 1867 - Addaï Scher, vescovo cattolico iracheno († 1915)
- 1867 - Guy Rose, pittore statunitense († 1925)
- 1868 - Émile-Auguste Chartier, filosofo, giornalista e scrittore francese († 1951)
- 1868 - Guglielmo Grassi, vescovo cattolico italiano († 1954)
- 1869 - Mezidemestan Kadın, ottomana († 1909)
- 1869 - Henry Wood, direttore d'orchestra inglese († 1944)
- 1870 - Francesco Campogalliani, commediografo, attore e burattinaio italiano († 1931)
- 1870 - Lloyd Lonergan, sceneggiatore e regista statunitense († 1937)
- 1870 - Géza Maróczy, scacchista ungherese († 1951)
- 1871 - Maurice Garin, ciclista su strada e pistard italiano († 1957)
- 1871 - Charles A. Templeton, politico statunitense († 1955)
- 1872 - Benjamin Minge Duggar, botanico statunitense († 1956)
- 1872 - Amerigo Guasti, attore italiano († 1926)
- 1872 - Wee Willie Keeler, giocatore di baseball e allenatore di baseball statunitense († 1923)
- 1872 - Louis Treumann, tenore austriaco († 1943)
- 1873 - Joseph Lavielle, ginnasta francese († 1936)
- 1873 - Paul Menzer, filosofo e pedagogo tedesco († 1960)
- 1873 - Frank Wilson, regista cinematografico, attore e cantante britannico († 1952)
- 1874 - Ernesta Michelangeli, scrittrice italiana († 1946)
- 1874 - Giovanni Prampolini, imprenditore italiano († 1934)
- 1875 - Walter J. Kohler, imprenditore e politico statunitense († 1940)
- 1876 - Georges Guillain, neurologo francese († 1961)
- 1876 - Josafat Kocylovs'kyj, vescovo cattolico ucraino († 1947)
- 1876 - Maria di Grecia, principessa greca († 1940)
- 1876 - Antonio Pecoraro, organista e compositore italiano († 1966)
- 1876 - Jack Peddie, calciatore scozzese († 1928)
- 1877 - Jón Þorláksson, politico islandese († 1935)
- 1878 - Joseph Dilg, lottatore statunitense († 1953)
- 1878 - Michele Landolfi, medico italiano († 1959)
- 1878 - Edward Thomas, poeta e militare gallese († 1917)
- 1879 - Louis Delaunoij, schermidore olandese († 1947)
- 1879 - Lucien Martinet, canottiere francese († 1903)
- 1879 - Vindizio Nodari Pesenti, pittore e scultore italiano († 1961)
- 1879 - George Wilkinson, pallanuotista e nuotatore britannico († 1946)
- 1880 - Florence Auer, attrice e sceneggiatrice statunitense († 1962)
- 1880 - Hamengkubuwono VIII, sovrano indonesiano († 1939)
- 1880 - Miltiades Manno, calciatore, canottiere e scultore ungherese († 1935)
- 1880 - Norina Matchabelli, attrice italiana († 1957)
- 1880 - Yōsuke Matsuoka, politico giapponese († 1946)
- 1880 - Romolo Putelli, presbitero, storico e bibliotecario italiano († 1939)
- 1880 - Alain Campbell White, compositore di scacchi, mecenate e botanico statunitense († 1951)
- 1881 - Pavel Pavlovič Muratov, scrittore e storico dell'arte russo († 1950)
- 1882 - Elisabeth Abegg, pedagogista tedesca († 1974)
- 1882 - Vito Artale, generale italiano († 1944)
- 1882 - Kazimierz Bartel, politico e matematico polacco († 1941)
- 1882 - Giulia Celenza, traduttrice e anglista italiana († 1933)
- 1882 - Seiu Ito, pittore giapponese († 1961)
- 1882 - Charles Ponzi, truffatore italiano († 1949)
- 1883 - Gyula Csortos, attore ungherese († 1945)
- 1883 - František Drtikol, fotografo ceco († 1961)
- 1883 - Myrtle Stedman, attrice e cantante statunitense († 1938)
- 1883 - Sanzō Wada, costumista e pittore giapponese († 1967)
- 1884 - Michael Rohde, calciatore danese († 1979)
- 1885 - Antonietta di Anhalt, principessa tedesca († 1963)
- 1885 - Aldo Baldassarri, giurista italiano († 1973)
- 1885 - Charles Riddy, canottiere canadese († 1979)
- 1886 - Luigi Costanzo, presbitero e pedagogista italiano († 1958)
- 1886 - James Friskin, pianista e compositore scozzese († 1967)
- 1886 - Guido Grandi, entomologo italiano († 1970)
- 1886 - José Isbert, attore spagnolo († 1966)
- 1886 - Ralph Leatham, ammiraglio britannico († 1954)
- 1886 - Dario Maestrini, medico, fisiologo e scienziato italiano († 1975)
- 1887 - Edgardo Lami Starnuti, politico, avvocato e giornalista italiano († 1968)
- 1887 - Francesco Mauro, dirigente sportivo e politico italiano († 1952)
- 1887 - Giusto Senes, arbitro di calcio italiano († 1977)
- 1887 - Kurt Wolff, editore, scrittore e giornalista tedesco († 1963)
- 1888 - Mario Bonetti, ammiraglio italiano († 1961)
- 1888 - Ismaele Di Nisio, generale italiano († 1968)
- 1888 - Kazimierz Fabrycy, generale polacco († 1958)
- 1888 - Leslie Hofton, calciatore inglese († 1971)
- 1888 - František Langer, drammaturgo ceco († 1965)
- 1889 - Alfred Gruenther, generale statunitense († 1983)
- 1889 - Émile Henriot, scrittore e critico letterario francese († 1961)
- 1889 - Margot Moe, pattinatrice artistica su ghiaccio norvegese († 1988)
- 1889 - Georges Roes, tiratore a volo francese († 1945)
- 1889 - Angelo Tonini, lunghista, altista e calciatore italiano († 1974)
- 1890 - Tsutsumi Fusaki, generale giapponese († 1959)
- 1890 - Edmund Lowe, attore statunitense († 1971)
- 1891 - Ezio Carabella, musicista e compositore italiano († 1964)
- 1891 - Arthur Drewry, dirigente sportivo inglese († 1961)
- 1891 - Federico Moreno Torroba, compositore spagnolo († 1982)
- 1891 - Damaskinos Papandreou, arcivescovo ortodosso e politico greco († 1949)
- 1891 - Galileo Vercesi, partigiano italiano († 1944)
- 1892 - Maturino Blanchet, vescovo cattolico italiano († 1974)
- 1892 - Jeanne Kosnick-Kloss, artista tedesca († 1966)
- 1893 - Hanya Holm, danzatrice e coreografa tedesca († 1992)
- 1893 - Ileana Leonidoff, danzatrice, coreografa e attrice russa († 1968)
- 1893 - Beatrice Wood, artista, ceramista e attrice statunitense († 1998)
- 1894 - Ethel Grandin, attrice statunitense († 1988)
- 1894 - Otto Kähler, ammiraglio tedesco († 1967)
- 1894 - Gorō Yamada, allenatore di calcio e calciatore giapponese († 1958)
- 1895 - Alfredo Capitani, scenografo, pubblicitario e pittore italiano († 1985)
- 1895 - Ernie Collett, hockeista su ghiaccio canadese († 1951)
- 1895 - Giovanni De Toni, pediatra italiano († 1973)
- 1895 - Moshe Feinstein, rabbino e teologo lituano († 1986)
- 1895 - Ragnar Frisch, economista norvegese († 1973)
- 1895 - Gaetano Giovannetti, militare italiano († 1937)
- 1895 - Robert Gordon, attore statunitense († 1971)
- 1895 - Juanita Hansen, attrice cinematografica statunitense († 1961)
- 1895 - Vittorio Mascheroni, musicista e compositore italiano († 1972)
- 1895 - Adolf Nilsen, canottiere norvegese († 1983)
- 1895 - Matthew Ridgway, generale statunitense († 1993)
- 1896 - Antonio Casasola, politico e ingegnere italiano
- 1896 - Roy Davidson, effettista statunitense († 1962)
- 1896 - Mario Latilla, cantante, chitarrista e direttore d'orchestra italiano († 1970)
- 1896 - Leontios di Cipro, arcivescovo ortodosso e politico cipriota († 1947)
- 1896 - Luigi Lusignani, militare italiano († 1943)
- 1896 - Roy Franklin Nichols, storico statunitense († 1973)
- 1897 - Jocelyn Toynbee, archeologa, numismatica e storica dell'arte britannica († 1985)
- 1898 - La Argentinita, ballerina e coreografa spagnola († 1945)
- 1898 - Emil Artin, matematico austriaco († 1962)
- 1899 - Jurij Karlovič Oleša, scrittore e drammaturgo sovietico († 1960)
- 1899 - Raffaele Pieragostini, partigiano e operaio italiano († 1945)
- 1900 - Giuseppe Anepeta, violinista, pianista e compositore italiano († 1963)
- 1900 - Heinrich Barbl, militare austriaco
- 1900 - Edna Best, attrice britannica († 1974)
- 1900 - Ruby Dandridge, attrice e conduttrice radiofonica statunitense († 1987)
- 1900 - Johannes Quasten, teologo tedesco († 1987)

## XX secolo(1070)
- 1901 - Alberto Bertolini, commediografo, giornalista e scrittore italiano († 1963)
- 1901 - Claude Choules, militare e supercentenario inglese († 2011)
- 1901 - Corentin Louis Kervran, pseudoscienziato francese († 1983)
- 1901 - Ebbe Schwartz, dirigente sportivo danese († 1964)
- 1901 - Giovanni Soglian, linguista italiano († 1943)
- 1901 - Walter Spence, nuotatore guyanese († 1958)
- 1901 - Roger Turner, pattinatore artistico su ghiaccio statunitense († 1993)
- 1901 - Gwen Wakeling, costumista statunitense († 1982)
- 1902 - Emilio Baldanello, attore e drammaturgo italiano († 1952)
- 1902 - Bruno Falck, imprenditore e ingegnere italiano († 1993)
- 1902 - Fedra Farolfi, filantropa italiana († 1991)
- 1902 - Eunice Murray, scrittrice statunitense († 1994)
- 1902 - Sarah Rector, statunitense († 1967)
- 1902 - Ulises Saucedo, allenatore di calcio e arbitro di calcio boliviano († 1996)
- 1903 - Emilio Battista, ingegnere e politico italiano († 1976)
- 1903 - Rabbe Enckell, poeta, scrittore e drammaturgo finlandese († 1974)
- 1903 - Luis Gibert, pallanuotista spagnolo († 1979)
- 1903 - Adrian, costumista statunitense († 1959)
- 1903 - Anders Rydberg, calciatore svedese († 1989)
- 1903 - Livio Semelli, calciatore italiano
- 1903 - Fortunato Zoppas, vescovo cattolico italiano († 1969)
- 1904 - Ranieri Cupini, generale e aviatore italiano († 1983)
- 1904 - Egidio De Franceschi, calciatore italiano
- 1904 - Warren Kealoha, nuotatore statunitense († 1972)
- 1904 - Mayo Methot, attrice statunitense († 1951)
- 1904 - Rinaldo Olivazzo, calciatore italiano († 1970)
- 1904 - Igino Righetti, attivista e docente italiano († 1939)
- 1904 - Harry Storz, velocista e lunghista tedesco († 1982)
- 1904 - Gerdy Troost, architetta e decoratrice tedesca († 2003)
- 1905 - Ambrogio Beretta, ciclista su strada italiano († 1988)
- 1905 - Marie Glory, attrice francese († 2009)
- 1906 - Albert Barthélémy, ciclista su strada francese († 1988)
- 1906 - Barney Bigard, clarinettista, sassofonista e compositore statunitense († 1980)
- 1906 - Evgenij Leonidovič Krinov, astronomo e geologo russo († 1984)
- 1906 - Artur Lundkvist, scrittore svedese († 1991)
- 1907 - Federico Cantú Garza, pittore messicano († 1989)
- 1907 - Canada Lee, attore e pugile statunitense († 1952)
- 1907 - Viktor Viktorovič Morgenštern, regista sovietico († 1986)
- 1908 - Marga Gil Roësset, scultrice, illustratrice e poetessa spagnola († 1932)
- 1908 - Yvonne Godard, nuotatrice francese († 1975)
- 1908 - Constant Joacim, calciatore belga († 1979)
- 1909 - Lorenzo De Antiquis, cantastorie italiano († 1999)
- 1909 - Arturo Gemmiti, regista italiano († 1991)
- 1909 - Gerardo Ottani, calciatore italiano († 1997)
- 1909 - Piero Pavesio, compositore, pianista e cantante italiano († 1969)
- 1910 - Kittens Reichert, attrice statunitense († 1990)
- 1910 - Walter Thiel, ingegnere tedesco († 1943)
- 1910 - Geōrgios Zōitakīs, generale e politico greco († 1996)
- 1911 - Cliff Fagan, arbitro di pallacanestro e dirigente sportivo statunitense († 1995)
- 1911 - Beatrice Gray, attrice e ballerina statunitense († 2009)
- 1911 - Jean Harlow, attrice statunitense († 1937)
- 1911 - Kristian Henriksen, calciatore e allenatore di calcio norvegese († 2004)
- 1911 - Benvenuto Ronzani, calciatore italiano
- 1911 - Francesco Siciliani, direttore artistico e compositore italiano († 1996)
- 1912 - Domenico Bartoli, giornalista e saggista italiano († 1989)
- 1912 - Wally Cassell, attore italiano († 2015)
- 1912 - Robert Dorfmann, produttore cinematografico francese († 1999)
- 1912 - Sereno Gianesello, allenatore di calcio e calciatore italiano († 1986)
- 1912 - Roberto Manni, pittore italiano († 2003)
- 1912 - Aldo Mei, presbitero italiano († 1944)
- 1912 - Sam DeCavalcante, mafioso statunitense († 1997)
- 1913 - Teodosio Aimoni, politico italiano († 1982)
- 1913 - Roger Caillois, scrittore, sociologo e antropologo francese († 1978)
- 1913 - Manuel Gonzales, fumettista statunitense († 1993)
- 1913 - Vincenzo Guidotti, pittore, incisore e poeta italiano († 2001)
- 1913 - Pavel Komarov, calciatore sovietico († 1972)
- 1913 - Hugo Lamanna, calciatore e allenatore di calcio argentino († 1991)
- 1913 - Margaret Bonds, pianista, compositrice e arrangiatrice statunitense († 1972)
- 1913 - Luis Miró, allenatore di calcio e calciatore spagnolo († 1991)
- 1913 - Giovanni Rossi, partigiano italiano († 1944)
- 1913 - Harold J. Stone, attore statunitense († 2005)
- 1914 - Július Bešina, calciatore slovacco († 1988)
- 1914 - Filippo Bonavitacola, militare italiano († 1944)
- 1914 - Teofilo Camomot Bastida, arcivescovo cattolico filippino († 1988)
- 1914 - Lorenzo Guerrini, scultore italiano († 2002)
- 1914 - Charlotte Henry, attrice statunitense († 1980)
- 1914 - Asger Jorn, pittore danese († 1973)
- 1915 - Ugo Drago, aviatore italiano († 2007)
- 1915 - Elia Marcelli, poeta, regista e sceneggiatore italiano († 1998)
- 1915 - Genovaitė Miuleraitė, cestista lituana († 2005)
- 1916 - José Calvo, attore spagnolo († 1980)
- 1916 - Paul Halmos, matematico e statistico ungherese († 2006)
- 1917 - Giovanni Garau, militare e marinaio italiano († 1941)
- 1917 - Giuseppe Goracci, militare e aviatore italiano († 1940)
- 1917 - Françoise Landowski-Caillet, pianista e pittrice francese († 2007)
- 1917 - Sameera Moussa, fisica egiziana († 1952)
- 1918 - Fernand Buyle, calciatore belga († 1992)
- 1918 - Arthur Kornberg, biochimico statunitense († 2007)
- 1918 - Emilio Legnani, militare italiano († 2006)
- 1918 - Arnold Newman, fotografo statunitense († 2006)
- 1918 - Fritz Thiedemann, cavaliere tedesco († 2000)
- 1918 - San Yu, politico e generale birmano († 1996)
- 1919 - Peter Abrahams, scrittore sudafricano († 2017)
- 1919 - Enzo Espa, glottologo e etnologo italiano († 2014)
- 1919 - Henri Hermans, cestista belga
- 1919 - Loki Schmidt, ambientalista tedesca († 2010)
- 1920 - Michele Cecchini, arcivescovo cattolico e diplomatico italiano († 1989)
- 1920 - Ermanno Donati, produttore cinematografico italiano († 1979)
- 1920 - James Doohan, attore e glottoteta canadese († 2005)
- 1920 - Yang Kyoungjong, militare coreano († 1992)
- 1920 - Denis Mack Smith, storico e biografo britannico († 2017)
- 1921 - Diana Barrymore, attrice statunitense († 1960)
- 1921 - Paul Guimard, scrittore francese († 2004)
- 1921 - Tony Peyton, cestista statunitense († 2007)
- 1921 - Adone Stellin, calciatore italiano († 1996)
- 1922 - Norma Barbolini, partigiana italiana († 1993)
- 1922 - Maurice Biraud, attore e conduttore radiofonico francese († 1982)
- 1922 - Nándor Hidegkuti, calciatore e allenatore di calcio ungherese († 2002)
- 1922 - Vasilij Nikitič Mitrochin, militare e agente segreto sovietico († 2004)
- 1922 - Jay Presson Allen, sceneggiatrice e drammaturga statunitense († 2006)
- 1922 - Kazimierz Serocki, compositore polacco († 1981)
- 1922 - Rudolf Strittich, allenatore di calcio e calciatore austriaco († 2010)
- 1923 - Iosif Florianovič Gejl’man, educatore e scrittore sovietico († 2010)
- 1923 - Tamara Nikolaevna Lisician, regista sovietica († 2009)
- 1923 - Marcello Martana, attore e cabarettista italiano († 1992)
- 1923 - Barney Martin, attore statunitense († 2005)
- 1923 - Meghraji III, principe e politico indiano († 2010)
- 1923 - Luciana Novaro, ballerina, coreografa e regista teatrale italiana († 2021)
- 1923 - Marino Pascoli, giornalista e partigiano italiano († 1948)
- 1923 - Doc Watson, cantautore e chitarrista statunitense († 2012)
- 1924 - Johnson Aguiyi-Ironsi, politico e generale nigeriano († 1966)
- 1924 - Lys Assia, cantante svizzera († 2018)
- 1924 - Tomiichi Murayama, politico giapponese
- 1924 - Cesare Ruffato, poeta italiano († 2018)
- 1924 - Omero Tognon, allenatore di calcio e calciatore italiano († 1990)
- 1925 - Giacomo Benevelli, scultore italiano († 2011)
- 1925 - El Pescaílla, cantante, chitarrista e compositore spagnolo († 1999)
- 1925 - Fulvio Longobardi, critico letterario e scrittore italiano († 2001)
- 1925 - Antonio Palandri, politico italiano († 2003)
- 1925 - Axel Schandorff, pistard danese († 2016)
- 1925 - Ignazio Schino, giornalista, conduttore radiofonico e scrittore italiano († 2008)
- 1925 - Joe Sentieri, cantautore italiano († 2007)
- 1925 - Zvi Zamir, generale e agente segreto israeliano († 2024)
- 1926 - Carla Cerati, fotografa e scrittrice italiana († 2016)
- 1926 - Craig Dixon, ostacolista statunitense († 2021)
- 1926 - Cathy Downs, attrice statunitense († 1976)
- 1926 - József Kovács, mezzofondista ungherese († 1987)
- 1926 - Lamberto Mazza, dirigente d'azienda e dirigente sportivo italiano († 2012)
- 1926 - James Merrill, poeta statunitense († 1995)
- 1926 - Quinto Parmeggiani, attore italiano († 2018)
- 1926 - Dick Randall, produttore cinematografico e sceneggiatore statunitense († 1996)
- 1927 - Pierre Aubert, politico svizzero († 2016)
- 1927 - Paolo Checchi, cestista italiano († 1992)
- 1927 - William Kurelek, artista, scrittore e pittore canadese († 1977)
- 1927 - Tommy McCook, sassofonista giamaicano († 1998)
- 1927 - Christian Menn, ingegnere svizzero († 2018)
- 1927 - Ferenc Nyers, calciatore apolide († 2021)
- 1927 - Carlo Pes, chitarrista, compositore e arrangiatore italiano († 1995)
- 1927 - Bruton Smith, imprenditore statunitense († 2022)
- 1928 - Francesco Biamonti, scrittore italiano († 2001)
- 1928 - Joe Conley, attore statunitense († 2013)
- 1928 - Pierre Gaudibert, critico d'arte e scrittore francese († 2006)
- 1928 - Aleksandar Gec, cestista, allenatore di pallacanestro e dirigente sportivo jugoslavo († 2008)
- 1928 - Anthony Holland, attore statunitense († 1988)
- 1928 - Luciano Melani, attore, doppiatore e direttore del doppiaggio italiano († 2013)
- 1928 - Gudrun Pausewang, scrittrice e insegnante tedesca († 2020)
- 1928 - Alfred Reinhardt, ex calciatore tedesco orientale
- 1928 - Jean Rustin, pittore francese († 2013)
- 1929 - Mithat Bayrak, lottatore turco († 2014)
- 1929 - Tatiana Casini Morigi, montatrice italiana († 2015)
- 1929 - Luciano Chiti, ciclista su strada italiano († 2015)
- 1929 - Elio Ciol, fotografo italiano
- 1929 - Nikos Mamangakis, compositore greco († 2013)
- 1929 - Robert Nagy, tenore statunitense († 2008)
- 1930 - Keiiti Aki, sismologo giapponese († 2005)
- 1930 - Pete Darcey, cestista statunitense († 2009)
- 1930 - Ion Iliescu, ingegnere e politico rumeno († 2025)
- 1930 - Ben Ormenese, pittore e scultore italiano († 2013)
- 1931 - Hans Ammann, fondista svizzero († 1980)
- 1931 - Alcibiade Boratto, politico italiano
- 1931 - Toni De Gregorio, regista e sceneggiatore italiano († 2006)
- 1931 - Anatolij Stepanovič Djatlov, ingegnere sovietico († 1995)
- 1931 - Lawrence Hauben, sceneggiatore e attore statunitense († 1985)
- 1931 - Willy Holzmüller, calciatore tedesco orientale († 2021)
- 1931 - Kang Song-san, politico nordcoreano († 1997)
- 1931 - Aldo Nardi, calciatore italiano († 2001)
- 1931 - Mario Pitocco, pittore italiano († 2002)
- 1931 - Bill Souter, calciatore scozzese († 2012)
- 1931 - Dora Tomasone Marinari, traduttrice e critica letteraria italiana († 2013)
- 1932 - Lalou Bize-Leroy, imprenditrice francese
- 1932 - Richard Liberty, attore statunitense († 2000)
- 1932 - Gianni Seghedoni, dirigente sportivo, allenatore di calcio e calciatore italiano († 2016)
- 1933 - Dario Del Corno, grecista, traduttore e librettista italiano († 2010)
- 1933 - Orlando Etcheberrigaray, cestista cileno († 2017)
- 1933 - Jimmy Garrison, contrabbassista statunitense († 1976)
- 1933 - Alfredo Landa, attore spagnolo († 2013)
- 1933 - Tomas Milian, attore cubano († 2017)
- 1933 - Isarco Ravaioli, attore italiano († 2004)
- 1934 - Lino De Petrillo, allenatore di calcio e ex calciatore italiano
- 1934 - Dolores Dorn, attrice statunitense († 2019)
- 1934 - Jacek Kuroń, attivista e politico polacco († 2004)
- 1934 - Luciano Lualdi, cantante italiano († 2001)
- 1934 - Gia Scala, attrice britannica († 1972)
- 1934 - Kraft Schepke, canottiere tedesco († 2023)
- 1934 - Jenny Staley, tennista australiana († 2024)
- 1934 - Yasuo Takamori, calciatore e allenatore di calcio giapponese († 2016)
- 1935 - Malcolm Anderson, ex tennista australiano
- 1935 - Ibrahim Aslan, scrittore egiziano († 2012)
- 1935 - Salvatore Bartolotta, carabiniere italiano († 1983)
- 1935 - Gene Bess, allenatore di pallacanestro statunitense
- 1935 - Luigi Fait, critico musicale italiano († 2017)
- 1935 - Eugenia Paul, attrice statunitense († 2010)
- 1935 - Michael Walzer, filosofo statunitense
- 1935 - Želju Želev, politico bulgaro († 2015)
- 1936 - Giulio Cesare Barozzi, matematico italiano
- 1936 - Alec Farrall, calciatore inglese († 2025)
- 1936 - Christopher Jones, vescovo cattolico irlandese († 2018)
- 1936 - Oreste Magni, ciclista su strada italiano († 1975)
- 1936 - Achille Occhetto, ex politico italiano
- 1936 - Alfredo Paglione, gallerista, mecenate e collezionista d'arte italiano († 2022)
- 1936 - Maurizio Taddei, archeologo e orientalista italiano († 2000)
- 1937 - Vittorio Bissi, calciatore e allenatore di calcio italiano († 2019)
- 1937 - Sidney Coleman, fisico statunitense († 2007)
- 1937 - Bobby Driscoll, attore statunitense († 1968)
- 1937 - Walter Graf, bobbista svizzero († 2021)
- 1937 - Arlette Grosso, ex sciatrice alpina francese
- 1937 - Tsukasa Hosaka, calciatore e allenatore di calcio giapponese († 2018)
- 1937 - Dino Leonetti, fumettista italiano († 2006)
- 1937 - Haim Levin, calciatore israeliano († 2024)
- 1937 - Kevin O'Halloran, nuotatore australiano († 1976)
- 1937 - Edith Peinemann, violinista e insegnante tedesca († 2023)
- 1937 - Eddie Perkins, pugile statunitense († 2012)
- 1938 - Bruno Bozzetto, animatore, disegnatore e regista italiano
- 1938 - Mario Greco, magistrato e politico italiano
- 1938 - Patricia MacLachlan, scrittrice e insegnante statunitense († 2022)
- 1938 - Frank Radovich, ex cestista e allenatore di pallacanestro statunitense
- 1938 - Marco Ricci, pittore e incisore italiano († 1995)
- 1938 - Ebrahim Seifpour, ex lottatore iraniano
- 1938 - Heinz Wittig, pallanuotista tedesco orientale († 2012)
- 1939 - Rudolf Bayer, informatico tedesco
- 1939 - Eugenio Bruschini, calciatore italiano († 1991)
- 1939 - El Camborio, ballerino e coreografo italiano († 2009)
- 1939 - Aventino Frau, politico italiano († 2020)
- 1939 - Nur Misuari, politico, rivoluzionario e guerrigliero filippino
- 1939 - Ariane Mnouchkine, regista francese
- 1939 - Rodolfo Quadrelli, critico letterario, poeta e saggista italiano († 1984)
- 1939 - Robert Shaye, produttore cinematografico, attore e regista statunitense
- 1940 - Perry Ellis, stilista statunitense († 1986)
- 1940 - Jan Jiskoot, ex nuotatore olandese
- 1940 - Kai Nilsen, ex calciatore norvegese
- 1940 - Jean-Paul Proust, politico e funzionario francese († 2010)
- 1940 - Walter Renneisen, attore tedesco
- 1940 - Svetozar Vujović, calciatore jugoslavo († 1993)
- 1940 - Ghāzī ʿAbd al-Raḥmān al-Quṣaybī, politico, diplomatico e scrittore saudita († 2010)
- 1941 - Manfred Geisler, ex calciatore tedesco orientale
- 1941 - Ivo Ghezze, hockeista su ghiaccio italiano († 1993)
- 1941 - André Guy, ex calciatore francese
- 1941 - Jutta Hoffmann, attrice tedesca
- 1941 - Piero Meldini, scrittore e saggista italiano
- 1941 - Vlado Milunić, architetto ceco († 2022)
- 1941 - John Thomas, altista statunitense († 2013)
- 1942 - Cristina Amadei, cantante italiana († 1989)
- 1942 - Uladzimir Kavalënak, cosmonauta sovietico
- 1942 - Esteban Maroto, fumettista e illustratore spagnolo
- 1942 - Hugo Nindl, ex sciatore alpino austriaco
- 1942 - Antonio Rosino, scacchista, dirigente sportivo e saggista italiano
- 1942 - Bruno Vilar, poeta e attore italiano († 1978)
- 1943 - Enzo Bianchi, monaco cristiano e saggista italiano
- 1943 - Paul Cook, politico statunitense
- 1943 - John Gardiner, cestista e allenatore di pallacanestro australiano († 2014)
- 1943 - Alfonso Franco Grassi, designer e artista italiano († 2014)
- 1943 - Hernán Huarache Mamani, scrittore peruviano († 2016)
- 1943 - Jim Jarvis, ex cestista e allenatore di pallacanestro statunitense
- 1943 - Mark Peploe, sceneggiatore e regista britannico († 2025)
- 1943 - Anneliese Rockenbach, ex nuotatrice venezuelana
- 1943 - Franco Rosati, ex calciatore italiano
- 1943 - Aeronwy Thomas, scrittrice inglese († 2009)
- 1943 - Ivo Vajgl, politico e diplomatico sloveno
- 1944 - Don Carlos, ex cestista statunitense
- 1944 - Malcolm Dawes, ex calciatore inglese
- 1944 - Alessandro Galleani, fisioterapista italiano († 2025)
- 1944 - Donata Govoni, ex velocista e mezzofondista italiana
- 1944 - Rita Hovink, cantante olandese († 1979)
- 1944 - Arvid Knutsen, calciatore norvegese († 2009)
- 1944 - Andrea Melodia, giornalista italiano
- 1944 - Jean-Claude Pressac, storico e farmacista francese († 2003)
- 1944 - Tatja Seibt, attrice tedesca
- 1945 - Isidoro Alverà, ex hockeista su ghiaccio italiano
- 1945 - Gaetano De Cosmo, politico italiano († 2007)
- 1945 - Bruno Filippini, cantante italiano († 2023)
- 1945 - Ettore Gotti Tedeschi, banchiere italiano
- 1945 - Brian Johnston, tastierista britannico
- 1945 - Ronald Mallett, astrofisico statunitense
- 1945 - George Miller, regista, sceneggiatore e produttore cinematografico australiano
- 1945 - Maurizio Moretti, calciatore italiano († 2021)
- 1945 - Larry Pine, attore statunitense
- 1945 - Ingrid Schmidt, nuotatrice tedesca orientale († 2023)
- 1946 - James Craig Adamson, ex astronauta statunitense
- 1946 - Kyriakos Apostolidīs, ex calciatore greco
- 1946 - Charles Asati, ex velocista keniota
- 1946 - Ejup Ganić, politico bosniaco
- 1946 - Richard Mabuza, maratoneta swati († 2018)
- 1946 - Dek Messecar, bassista e cantante canadese
- 1946 - Giorgio Nardello, ex calciatore italiano
- 1946 - Attilio Perotti, allenatore di calcio, dirigente sportivo e ex calciatore italiano
- 1946 - Hugo Vignetti, pilota motociclistico argentino († 2016)
- 1947 - Remo Chiosso, autore di giochi italiano († 2007)
- 1947 - Billy Evans, ex cestista statunitense
- 1947 - Franco Giuseppucci, criminale italiano († 1980)
- 1947 - Takeo Ischi, cantante giapponese
- 1947 - Daniel Robert Jenky, vescovo cattolico statunitense
- 1947 - Ladislav Kuna, allenatore di calcio e calciatore cecoslovacco († 2012)
- 1947 - Dino Landini, ex calciatore italiano
- 1947 - Paolo Magelli, regista italiano
- 1947 - Milcíades Martinessi, cestista paraguaiano († 2019)
- 1947 - Ian O'Brien, ex nuotatore australiano
- 1947 - Arièle Semenoff, attrice francese
- 1947 - Dennis Shaw, ex giocatore di football americano statunitense
- 1947 - Otto Stuppacher, pilota automobilistico austriaco († 2001)
- 1947 - Óscar Tabárez, ex calciatore e allenatore di calcio uruguaiano
- 1947 - Jennifer Warnes, cantante statunitense
- 1947 - Willie Wise, ex cestista statunitense
- 1947 - George Wright, ex giocatore di football americano statunitense
- 1948 - Max Allan Collins, scrittore, sceneggiatore e fumettista statunitense
- 1948 - Isabella Bossi Fedrigotti, giornalista e scrittrice italiana
- 1948 - Franco Buffoni, poeta, saggista e traduttore italiano
- 1948 - Roger Duquesnoy, cestista francese († 2012)
- 1948 - José María Lasa, ex calciatore spagnolo
- 1948 - Enrique Meza Enriquez, allenatore di calcio e ex calciatore messicano
- 1948 - Jackie Mittoo, cantautore e produttore discografico giamaicano († 1990)
- 1948 - Snowy White, cantautore e chitarrista britannico
- 1949 - Roberta Alexander, soprano statunitense
- 1949 - Jüri Allik, psicologo estone
- 1949 - Bonnie Dunbar, ex astronauta statunitense
- 1949 - Hreinn Halldórsson, ex pesista islandese
- 1949 - Gloria Hendry, attrice e modella statunitense
- 1949 - Joey Johnston, ex hockeista su ghiaccio canadese
- 1949 - Marino Lemešić, ex calciatore jugoslavo
- 1949 - Thomas Aquino Manyo Maeda, cardinale e arcivescovo cattolico giapponese
- 1949 - Sandy Martin, attrice statunitense
- 1949 - Régis Ovion, ex ciclista su strada francese
- 1949 - James Voss, astronauta statunitense
- 1950 - Hama Amadou, politico nigerino († 2024)
- 1950 - Beatrice Draghetti, politica italiana
- 1950 - Tim Kazurinsky, attore, comico e imitatore statunitense
- 1950 - Georgi Kostadinov, ex pugile bulgaro
- 1950 - Franciszek Niemiec, ex cestista polacco
- 1950 - Nitto Palma, magistrato e politico italiano
- 1950 - Natale Ripamonti, politico italiano
- 1950 - Alex Sceberras Trigona, politico maltese
- 1950 - Laura Ziskin, produttrice cinematografica statunitense († 2011)
- 1950 - Loriano Zurli, latinista e filologo italiano
- 1951 - Trevor Anderson, allenatore di calcio e ex calciatore nordirlandese
- 1951 - Hartmuth Behrens, ex schermidore tedesco
- 1951 - Stephen Jay Berg, vescovo cattolico statunitense
- 1951 - Valerio Carrara, politico italiano († 2022)
- 1951 - Lindsay Cooper, fagottista, oboista e compositrice inglese († 2013)
- 1951 - Bob DiPiero, cantautore statunitense
- 1951 - Allan Hornyak, ex cestista statunitense
- 1951 - Ron Howard, ex giocatore di football americano statunitense
- 1951 - Mario Pasik, attore argentino
- 1951 - Ennio Pellegrini, allenatore di calcio e ex calciatore italiano
- 1951 - Teresa Petrangolini, attivista italiana
- 1951 - Bernd Schramm, attore, doppiatore e conduttore radiofonico tedesco († 2005)
- 1951 - Jürgen Schütze, pistard tedesco († 2000)
- 1951 - Ona Zee, ex attrice pornografica statunitense
- 1952 - Floyd Allen, ex cestista statunitense
- 1952 - Chris Carenza, ex calciatore statunitense
- 1952 - Cornelius Cash, ex cestista statunitense
- 1952 - Silvana Dameri, politica italiana
- 1952 - Sigrid Eberle, ex sciatrice alpina austriaca
- 1952 - Rocky Giordani, attore italiano
- 1952 - Randy Gradishar, ex giocatore di football americano statunitense
- 1952 - Kazuki Ōmori, regista, produttore cinematografico e sceneggiatore giapponese († 2022)
- 1952 - Ângela Vieira, attrice brasiliana
- 1953 - Aram Asatryan, cantante armeno († 2007)
- 1953 - Roberto Osvaldo Díaz, ex calciatore argentino
- 1953 - Robyn Hitchcock, cantautore e chitarrista britannico
- 1953 - Brian Kerr, allenatore di calcio irlandese
- 1953 - Giorgio Mele, politico italiano
- 1953 - Sabah Al-Khalid Al-Sabah, politico kuwaitiano
- 1953 - Zico, dirigente sportivo, allenatore di calcio e ex calciatore brasiliano
- 1954 - Karole Armitage, danzatrice e coreografa statunitense
- 1954 - Jean-Louis Basei, ex rugbista a 15 italiano
- 1954 - Nicoletta Bauce, cantautrice italiana
- 1954 - Giuliano Cazzolato, ex ciclista su strada italiano
- 1954 - Edoardo Erba, drammaturgo, regista teatrale e sceneggiatore italiano
- 1954 - Michael Gibson, ex rugbista a 15 irlandese
- 1954 - Robert Gossett, attore statunitense
- 1954 - Jim Jodat, giocatore di football americano statunitense († 2015)
- 1954 - Giorgio Laveri, pittore, scultore e sceneggiatore italiano
- 1954 - Marin Mustață, schermidore rumeno
- 1954 - Jaroslav Netolička, ex calciatore cecoslovacco
- 1954 - Arturo Rodas, compositore ecuadoriano
- 1954 - Angelo "Leadbelly" Rossi, cantante, chitarrista e produttore discografico italiano
- 1954 - Francesco Schiavone, mafioso italiano
- 1954 - Bawai Soro, vescovo cattolico iracheno
- 1955 - Vincent Bradford, ex schermitrice statunitense
- 1955 - Andy Breckman, sceneggiatore e conduttore radiofonico statunitense
- 1955 - Gloria Charles, attrice statunitense
- 1955 - Fiorello Cortiana, politico italiano
- 1955 - Susan Dougan, politica sanvincentina
- 1955 - Gordon Downie, ex nuotatore britannico
- 1955 - Gianfranco Ganau, politico italiano
- 1955 - Alejandro González Rojas, ex calciatore costaricano
- 1955 - Bheki Mseleku, musicista e compositore sudafricano († 2008)
- 1955 - Gabriele Ratti, allenatore di calcio e ex calciatore italiano
- 1955 - Andreas Schulz, copilota di rally tedesco
- 1955 - Jorge Vergara, imprenditore, dirigente sportivo e produttore cinematografico messicano († 2019)
- 1956 - Zbigniew Boniek, dirigente sportivo, allenatore di calcio e ex calciatore polacco
- 1956 - Manuel Bosch, ex cestista spagnolo
- 1956 - José María García-Aranda, ex arbitro di calcio spagnolo
- 1956 - Paolo Micioni, disc jockey, produttore discografico e direttore artistico italiano
- 1956 - Marian Millen, ex cestista inglese
- 1956 - Francesco Paolantoni, attore, comico e commediografo italiano
- 1956 - Gunter Pauli, imprenditore belga
- 1957 - Zdeněk Böhm, ex cestista cecoslovacco
- 1957 - Vjačeslav Stepanovič Bražnik, ingegnere sovietico († 1986)
- 1957 - Istarlin Caabdi Caruush, politica e attivista somala († 2002)
- 1957 - Kypros Damianou, ex calciatore cipriota
- 1957 - Atli Eðvaldsson, calciatore e allenatore di calcio islandese († 2019)
- 1957 - Peter Joseph Jugis, vescovo cattolico statunitense
- 1957 - Greg Kot, giornalista e critico musicale statunitense
- 1957 - Roberto Messa, scacchista italiano
- 1957 - Jeff Rona, compositore statunitense
- 1957 - Petro Ruçi, calciatore albanese († 2009)
- 1957 - Mario Simeoli, ex cestista italiano
- 1958 - Gianni Alemanno, politico italiano
- 1958 - Željko Berić, ex calciatore jugoslavo
- 1958 - Bob Bradley, allenatore di calcio statunitense
- 1958 - Luciano Ciocchetti, politico italiano
- 1958 - Giuseppe De Nardo, fumettista italiano
- 1958 - Gianluca Del Monte, cestista italiano († 2019)
- 1958 - Michael William Fisher, vescovo cattolico statunitense
- 1958 - Bachar Kouatly, scacchista francese
- 1958 - Kan'ichi Kurita, attore, doppiatore e comico giapponese
- 1958 - Haris Mohamed, ex calciatore iracheno
- 1958 - Johnny Moore, ex cestista e allenatore di pallacanestro statunitense
- 1958 - Marino Palese, ex calciatore italiano
- 1958 - Miranda Richardson, attrice e doppiatrice britannica
- 1958 - Paulo Ladislau Rosas, ex giocatore di calcio a 5 brasiliano
- 1958 - Gianni Stecchi, ex astista italiano
- 1959 - Matthias Buse, dirigente sportivo e ex saltatore con gli sci tedesco
- 1959 - Vagiz Chidijatullin, ex calciatore sovietico
- 1959 - Pedro Costa, regista e sceneggiatore portoghese
- 1959 - Massimo Del Frate, produttore televisivo italiano
- 1959 - Nell Fortner, ex cestista e allenatrice di pallacanestro statunitense
- 1959 - Sergej Laevskij, ex lunghista sovietico
- 1959 - Edmund Lanziner, ex bobbista, atleta e politico italiano
- 1959 - Rudy Matthijs, ex ciclista su strada belga
- 1959 - Shinji Miyadai, sociologo giapponese
- 1959 - Taylor Nichols, attore statunitense
- 1959 - Olivier Rabourdin, attore francese
- 1959 - Anna Rita Sparaciari, ex schermitrice italiana
- 1959 - Duško Vujošević, allenatore di pallacanestro montenegrino
- 1959 - Romeo Zondervan, ex calciatore olandese
- 1959 - María de los Santos, ex cestista cubana
- 1960 - Luigi Bianco, arcivescovo cattolico italiano
- 1960 - Vilija Blinkevičiūtė, politica lituana
- 1960 - Thomas Bürgler, ex sciatore alpino svizzero
- 1960 - Vincenzo Ceccarelli, politico italiano
- 1960 - Renato De Monti, ex canoista italiano
- 1960 - Per Holmertz, ex nuotatore svedese
- 1960 - Loris Pradella, ex calciatore italiano
- 1960 - Muayad Rahyam Aliyan, ex calciatore kuwaitiano
- 1960 - Roberto Russo, drammaturgo italiano
- 1960 - Andreas Thiel, ex pallamanista e allenatore di pallamano tedesco
- 1960 - Gianni Zanon, ex rugbista a 15 e allenatore di rugby a 15 italiano
- 1961 - Philo Bompoko, cestista della Repubblica Democratica del Congo († 2015)
- 1961 - Stefano Dal Bianco, poeta, critico letterario e metricista italiano
- 1961 - Tom Emmer, politico statunitense
- 1961 - Marcello Giglio, ex calciatore italiano
- 1961 - Anita Hegerland, cantante norvegese
- 1961 - Vjačeslav Ivanenko, ex marciatore sovietico
- 1961 - Bodil Jørgensen, attrice danese
- 1961 - Mary Page Keller, attrice statunitense
- 1961 - Marcellino Mariucci, conduttore televisivo, conduttore radiofonico e attore italiano
- 1961 - Perry McCarthy, ex pilota automobilistico britannico
- 1961 - Arsens Miskarovs, ex nuotatore sovietico
- 1961 - Dragan Raca, allenatore di pallacanestro e ex cestista serbo
- 1961 - Stefano Sbarra, ex cestista e dirigente sportivo italiano
- 1961 - Fatima Whitbread, ex giavellottista britannica
- 1961 - Hana Zarevúcká, ex cestista cecoslovacca
- 1962 - Darla K. Anderson, produttrice cinematografica statunitense
- 1962 - Daniele Badiali, presbitero e missionario italiano († 1997)
- 1962 - Franca Bianconi, allenatrice di pattinaggio e ex pattinatrice artistica su ghiaccio italiana
- 1962 - Debbie Caruana Dingli, pittrice maltese
- 1962 - Alessandro Danesin, politico italiano
- 1962 - Dieudonné Datonou, arcivescovo cattolico beninese
- 1962 - Sergejs Jemeļjanovs, ex calciatore e allenatore di calcio lettone
- 1962 - Jackie Joyner-Kersee, ex multiplista, lunghista e cestista statunitense
- 1962 - Margaret Karram, teologa israeliana
- 1962 - Elliott Quow, ex velocista statunitense
- 1962 - Luis José Rueda Aparicio, cardinale e arcivescovo cattolico colombiano
- 1962 - David Schweikert, politico statunitense
- 1962 - Herschel Walker, ex giocatore di football americano, artista marziale misto e ex bobbista statunitense
- 1962 - Michael Widenius, informatico finlandese
- 1963 - Mario Atzori, fumettista italiano
- 1963 - Khaltmaagiin Battulga, politico mongolo
- 1963 - Jonathan Bullock, politico britannico
- 1963 - Mike Carter, ex ciclista su strada, ciclocrossista e dirigente sportivo statunitense
- 1963 - Maurizio Compagnoni, giornalista e telecronista sportivo italiano
- 1963 - Martín Fiz, ex maratoneta e mezzofondista spagnolo
- 1963 - Tomás González Rivera, ex calciatore spagnolo
- 1963 - Cato Holtet, ex calciatore norvegese
- 1963 - Marina Nikulina, pallavolista russa († 2015)
- 1963 - Carsten Norgaard, attore danese
- 1963 - Nikola Wiegand, cestista tedesca († 2005)
- 1964 - Raúl Alcalá, ex ciclista su strada messicano
- 1964 - Kean Etro, dirigente d'azienda italiano
- 1964 - Laura Harring, attrice messicana
- 1964 - Jiang Jialiang, ex tennistavolista cinese
- 1964 - Ritsuko Kawai, disegnatrice giapponese
- 1964 - Francisco Javier López Castro, allenatore di calcio e ex calciatore spagnolo
- 1964 - Teddy Newton, regista, sceneggiatore e designer statunitense
- 1964 - Kelly Reichardt, regista, sceneggiatrice e montatrice statunitense
- 1965 - Tedros Adhanom Ghebreyesus, politico e funzionario etiope
- 1965 - Ian Beattie, attore nordirlandese
- 1965 - Gioacchino Criaco, scrittore italiano
- 1965 - Eric DaRe, attore statunitense
- 1965 - Francesca Del Fabbro, giocatrice di curling italiana
- 1965 - Oscar Dertycia, ex calciatore argentino
- 1965 - Basaula Lemba, ex calciatore della Repubblica Democratica del Congo
- 1965 - Dave Regis, ex calciatore inglese
- 1965 - Ruben Rodriguez, ex giocatore di football americano statunitense
- 1965 - Dragan Stojković, allenatore di calcio, dirigente sportivo e ex calciatore serbo
- 1965 - Valdemar Tomaševski, politico polacco
- 1965 - Tuomo Ylipulli, saltatore con gli sci finlandese († 2021)
- 1965 - Yoo Dae-soon, ex calciatore sudcoreano
- 1965 - Ben van Dael, allenatore di calcio e dirigente sportivo olandese
- 1966 - Nacer Abdellah, ex calciatore marocchino
- 1966 - Hope Marie Carlton, modella e attrice statunitense
- 1966 - Claudio Castellini, disegnatore italiano
- 1966 - Fernando Colunga, attore messicano
- 1966 - Jiří Holubec, biatleta ceco
- 1966 - Tone Lōc, rapper e attore statunitense
- 1966 - Michail Vladimirovič Mišustin, politico e economista russo
- 1966 - Andrea Radici, allenatore di pallavolo italiano
- 1966 - Jérôme Ruillier, fumettista e illustratore francese
- 1966 - Marcelo Sánchez, ex cestista uruguaiano
- 1966 - Tor Thodesen, allenatore di calcio e ex calciatore norvegese
- 1966 - Timo Tolkki, cantante, chitarrista e produttore discografico finlandese
- 1966 - Alireza Zakani, politico iraniano
- 1967 - Claudio Arbiza, ex calciatore uruguaiano
- 1967 - Derek Rocco Barnabei, statunitense († 2000)
- 1967 - Uli Bayerschmidt, ex calciatore tedesco
- 1967 - Udo Markus Bentz, arcivescovo cattolico tedesco
- 1967 - Davide Carlo Caparini, imprenditore e politico italiano
- 1967 - Carlos Colinas, allenatore di pallacanestro e dirigente sportivo spagnolo
- 1967 - Daniel Fascioli, ex calciatore uruguaiano
- 1967 - Brent Harding, bassista statunitense
- 1967 - Iveta Knížková, ex biatleta ceca
- 1967 - Shankar Mahadevan, compositore indiano
- 1967 - Naser Orić, militare bosniaco
- 1967 - Jaime Patricio Ramírez, ex calciatore cileno
- 1967 - Paulo Sousa, ex calciatore portoghese
- 1967 - Aleksandr Volkov, tennista sovietico († 2019)
- 1968 - Brian Cox, fisico, conduttore televisivo e scrittore britannico
- 1968 - Aitor Garmendia, ex ciclista su strada spagnolo
- 1968 - Vichairachanon Khadpo, ex pugile thailandese
- 1968 - Neelam Kothari, attrice indiana
- 1968 - Brian Leetch, ex hockeista su ghiaccio statunitense
- 1968 - Liu Shoubin, ex sollevatore cinese
- 1968 - Dan O'Sullivan, ex cestista statunitense
- 1968 - Denis Petrov, ex pattinatore artistico su ghiaccio sovietico
- 1968 - Scott Radinsky, ex giocatore di baseball, allenatore di baseball e cantante statunitense
- 1968 - Roberto Rao, politico e giornalista italiano
- 1968 - Marco Schenardi, allenatore di calcio, ex calciatore e politico italiano
- 1968 - Susy Siano, ex calciatrice italiana
- 1968 - Jörg Stiel, allenatore di calcio e ex calciatore svizzero
- 1969 - Csilla Bátorfi, tennistavolista ungherese
- 1969 - Stefano Biglia, fumettista italiano
- 1969 - Deborah Blando, cantante e polistrumentista brasiliana
- 1969 - Hans De Clercq, dirigente sportivo e ex ciclista su strada belga
- 1969 - He Jun, ex cestista cinese
- 1969 - Hideyasu Moto, fumettista e illustratore giapponese
- 1969 - Erik Hoftun, dirigente sportivo e ex calciatore norvegese
- 1969 - Horst Steffen, allenatore di calcio e ex calciatore tedesco
- 1969 - Antonio Javier Sánchez García, allenatore di calcio a 5 e ex giocatore di calcio a 5 spagnolo
- 1969 - Tsai Yuansheng, astronomo taiwanese
- 1969 - Simon Whitlock, giocatore di freccette australiano
- 1970 - Jenny Armstrong, velista australiana
- 1970 - Simon Biwott, ex maratoneta keniota
- 1970 - Marián Bochnovič, ex calciatore e ex giocatore di calcio a 5 slovacco
- 1970 - Julie Bowen, attrice statunitense
- 1970 - Massimiliano Caroletti, produttore cinematografico italiano
- 1970 - John Carter Cash, produttore discografico, cantautore e produttore cinematografico statunitense
- 1970 - Gabriel Cedrés, ex calciatore uruguaiano
- 1970 - Michele Conti, politico italiano
- 1970 - Chris Fleming, allenatore di pallacanestro e ex cestista statunitense
- 1970 - Federico Giampaolo, allenatore di calcio e ex calciatore italiano
- 1970 - Kristine Kunce, ex tennista australiana
- 1970 - Chris Peers, ex ciclista su strada belga
- 1970 - Rodolphe Saadé, imprenditore francese
- 1970 - Tyler Saint, attore pornografico statunitense
- 1971 - Daniele Biganzoli, ex cestista e dirigente sportivo italiano
- 1971 - Charlie Brooker, sceneggiatore, conduttore televisivo e comico britannico
- 1971 - Antonella Bucci, cantante italiana
- 1971 - Christian Eigner, batterista austriaco
- 1971 - Pablo Lentini Riva, musicista e scrittore italiano
- 1971 - Olivia Manescalchi, attrice e doppiatrice italiana
- 1971 - Vinko Marinović, allenatore di calcio e ex calciatore bosniaco
- 1971 - Raoul Russo, politico italiano
- 1971 - Bjarte Engen Vik, ex combinatista nordico norvegese
- 1972 - Darren Anderton, ex calciatore inglese
- 1972 - Claudia Cerutti, ex pentatleta italiana
- 1972 - Christine Ishaque, ex cestista tedesca
- 1972 - Petr Luxa, ex tennista ceco
- 1972 - Michaël Milon, karateka e maestro di karate francese († 2002)
- 1972 - Peter O'Leary, ex arbitro di calcio neozelandese
- 1972 - Christian Oliver, attore e modello tedesco († 2024)
- 1972 - Salvo Pogliese, politico italiano
- 1972 - Aivars Polis, ex slittinista lettone
- 1972 - Martin Procházka, ex hockeista su ghiaccio ceco
- 1972 - Andrej Škurin, ex calciatore russo
- 1972 - Christian Terni, allenatore di calcio e ex calciatore italiano
- 1972 - Željko Topalović, ex cestista jugoslavo
- 1972 - Marko Tuomela, ex calciatore finlandese
- 1973 - Xavier Bettel, politico lussemburghese
- 1973 - Carlo Ferreri, attore e regista italiano
- 1973 - Michael Hurst, regista e sceneggiatore britannico
- 1973 - Abbas Khider, poeta e scrittore tedesco
- 1973 - Alison King, attrice britannica
- 1973 - Andrea Maraventano, enigmista italiano
- 1973 - Matthew Marsden, attore e cantante britannico
- 1973 - Arthur Moses, ex calciatore ghanese
- 1973 - Monica Romano, ex cestista italiana
- 1973 - Fabrizio Rongione, attore e produttore cinematografico belga
- 1973 - Barret Swatek, attrice statunitense
- 1973 - Romāns Vainšteins, ex ciclista su strada lettone
- 1973 - Tisha Venturini, ex calciatrice statunitense
- 1973 - Victoria Zdrok, attrice pornografica e modella ucraina
- 1974 - Giuseppe Cardone, allenatore di calcio e ex calciatore italiano
- 1974 - Ada Colau, attivista e politica spagnola
- 1974 - David Faustino, attore statunitense
- 1974 - Carlos Güity, ex calciatore honduregno
- 1974 - Tomáš Kraus, ex sciatore freestyle e sciatore alpino ceco
- 1974 - Igor Perović, ex cestista e allenatore di pallacanestro serbo
- 1974 - Jared Rushton, attore e musicista statunitense
- 1974 - Josef Strobl, ex sciatore alpino austriaco
- 1974 - Rikimaru Tōhō, attore e doppiatore giapponese
- 1974 - Eddy Wata, cantante nigeriano
- 1974 - George T. Whitesides, politico e imprenditore statunitense
- 1975 - David Blanco, ex ciclista su strada spagnolo
- 1975 - Claudia Brassard, ex cestista canadese
- 1975 - Paola D'Arienzo, attrice italiana
- 1975 - Sidy Diop, attore e ex modello senegalese
- 1975 - Martin Dlouhý, allenatore di calcio a 5 e ex giocatore di calcio a 5 ceco
- 1975 - Petra Faksova, attrice e modella ceca
- 1975 - Tiger Hu Chen, artista marziale e attore cinese
- 1975 - Khadaffy Janjalani, terrorista e generale filippino († 2006)
- 1975 - Abdurahman Kahrimanović, ex cestista bosniaco
- 1975 - Jean-Marie Kouassi, ex calciatore ivoriano
- 1975 - Taijiro Kurita, ex calciatore giapponese
- 1975 - Colin Stetson, sassofonista statunitense
- 1975 - Johanna Wokalek, attrice tedesca
- 1976 - Alberto Causin, ex cestista italiano
- 1976 - Cho Jin-woong, attore sudcoreano
- 1976 - Lannick Gautry, attore francese
- 1976 - Isabel Granada, attrice e cantante filippina († 2017)
- 1976 - George Kolala, ex calciatore zambiano
- 1976 - Anica Kovač, modella croata
- 1976 - Natalia Kukulska, cantante polacca
- 1976 - Frode Lafton, allenatore di calcio e ex calciatore norvegese
- 1976 - Peter Lisicky, ex cestista statunitense
- 1976 - Keit Pentus-Rosimannus, politica estone
- 1976 - Alessandro Politi, comico italiano
- 1976 - Jill Tokuda, politica statunitense
- 1976 - Anita Uwagbale, modella nigeriana
- 1976 - Joos Valgaeren, ex calciatore belga
- 1977 - Naser Al-Omran, calciatore kuwaitiano
- 1977 - Paulo Adriano, ex calciatore portoghese
- 1977 - Trung Canidate, ex giocatore di football americano statunitense
- 1977 - Christopher Cheboiboch, ex maratoneta keniota
- 1977 - Cheng Liang, ex calciatore cinese
- 1977 - Abdelfattah El Khattari, ex calciatore marocchino
- 1977 - Ronan Keating, cantante e conduttore televisivo irlandese
- 1977 - Masafumi Kimura, doppiatore giapponese
- 1977 - Abhijit Kunte, scacchista indiano
- 1977 - Louis-Philippe Loncke, avventuriero e esploratore belga
- 1977 - Milena Mancini, attrice e ex ballerina italiana
- 1977 - Kumiko Nakano, attrice e cantante giapponese
- 1977 - Sidney Moraes, allenatore di calcio brasiliano
- 1977 - Todor Stojkov, ex cestista bulgaro
- 1977 - Buddy Valastro, cuoco statunitense
- 1978 - Gabriele Albanesi, regista, sceneggiatore e produttore cinematografico italiano
- 1978 - Ruggero Andreozzi, doppiatore italiano
- 1978 - Erick Bellomo, giocatore di calcio a 5 brasiliano
- 1978 - Massimiliano Di Lodovico, produttore cinematografico e imprenditore italiano
- 1978 - Kevin Freeman, ex cestista statunitense
- 1978 - Yuki Hsu, cantante e attrice taiwanese
- 1978 - Nicolas Kiesa, ex pilota automobilistico danese
- 1978 - Henry Lalane, ex cestista dominicano
- 1978 - Miraildes Maciel Mota, calciatrice brasiliana
- 1978 - Aarti Mann, attrice statunitense
- 1978 - Magdalena Mielcarz, attrice e modella polacca
- 1978 - Tanisha, attrice indiana
- 1978 - Chiara Valerio, scrittrice italiana
- 1979 - Eugenio Fernando Bila, ex calciatore mozambicano
- 1979 - John Type, disc jockey e produttore discografico filippino
- 1979 - Albert Jorquera, allenatore di calcio e ex calciatore spagnolo
- 1979 - Scott MacLeod, ex rugbista a 15 e allenatore di rugby a 15 britannico
- 1979 - Emiliano Melis, ex calciatore italiano
- 1979 - Venusia Paliotti, ex calciatrice italiana
- 1979 - Patrick Renna, attore statunitense
- 1979 - Radoslav Rogina, ex ciclista su strada croato
- 1979 - Andrew Triggs Hodge, canottiere britannico
- 1980 - Anmary, cantante lettone
- 1980 - Michael Henrich, ex hockeista su ghiaccio canadese
- 1980 - Pavel Krmaš, ex calciatore ceco
- 1980 - Meiling Melançon, attrice e modella filippina
- 1980 - Gianluca Vizziello, pilota motociclistico italiano
- 1980 - Katherine Waterston, attrice statunitense
- 1981 - David Bailey, ex cestista statunitense
- 1981 - Ervin Bulku, allenatore di calcio e ex calciatore albanese
- 1981 - María José Catalá, politica spagnola
- 1981 - Tobias Forge, cantante, musicista e paroliere svedese
- 1981 - Dominic Forget, hockeista su ghiaccio canadese
- 1981 - Justin Gabriel, wrestler sudafricano
- 1981 - Ondřej Herzán, ex calciatore ceco
- 1981 - Miguel Hoyos, ex calciatore boliviano
- 1981 - Eugene, cantante e attrice sudcoreana
- 1981 - Timo Klami, tuffatore norvegese
- 1981 - Florian Lechner, ex calciatore tedesco
- 1981 - Lil' Flip, rapper, attore e produttore discografico statunitense
- 1981 - Julius Malema, politico sudafricano
- 1981 - Conchita, cantante spagnola
- 1981 - Arash Miresmaeili, judoka iraniano
- 1981 - László Nagy, ex pallamanista e dirigente sportivo ungherese
- 1981 - Kári Nielsen, ex calciatore faroese
- 1981 - Emmanuel Pappoe, ex calciatore ghanese
- 1981 - Antonio Ruggiero, cestista italiano
- 1981 - Pavel Ryžėŭski, ex calciatore bielorusso
- 1981 - Sergio Salvatore, pianista statunitense
- 1981 - Cristina Scarlat, cantante moldava
- 1981 - Vasilīs Simtsak, allenatore di pallacanestro e ex cestista greco
- 1981 - Eduard Stăncioiu, ex calciatore rumeno
- 1981 - Bryan Steil, politico statunitense
- 1981 - Sung Yu-ri, attrice e cantante sudcoreana
- 1982 - Jessica Biel, attrice statunitense
- 1982 - Ismail Elfath, arbitro di calcio marocchino
- 1982 - Fernando Livramento, ex calciatore portoghese
- 1982 - Rafael Martínez, ex cestista spagnolo
- 1982 - Mercedes Mason, attrice svedese
- 1982 - Antti Munukka, arbitro di calcio finlandese
- 1982 - Stéphanie Pasterkamp, attrice francese
- 1982 - Giuseppe Provinzano, attore e regista italiano
- 1982 - Sabino Sansonna, ex hockeista su ghiaccio italiano
- 1982 - Jordan Stewart, ex calciatore inglese
- 1982 - Rafael de Andrade Bittencourt, ex calciatore brasiliano
- 1982 - Bihter Dinçel, attrice e scrittrice turca
- 1982 - Michał Łapaj, tastierista polacco
- 1983 - Manuel Da Tos, ex hockeista su ghiaccio italiano
- 1983 - Hjalgrím Elttør, ex calciatore faroese
- 1983 - Heather Fell, pentatleta britannica
- 1983 - Keith Kelly, ex calciatore giamaicano
- 1983 - Kelly Key, cantante brasiliana
- 1983 - Cyril Lemoine, ex ciclista su strada francese
- 1983 - Tigran Vardan Martirosyan, sollevatore armeno
- 1983 - Olim Navkarov, ex calciatore uzbeko
- 1983 - Karol Nawrocki, politico e storico polacco
- 1983 - Lena Nazaryan, politica e giornalista armena
- 1983 - Sarah Poewe, ex nuotatrice sudafricana
- 1983 - Daniele Porcu, fantino italiano († 2018)
- 1983 - João Paulo Tavares, pallavolista brasiliano
- 1983 - Bruno Zanuto, pallavolista brasiliano
- 1983 - Vladimir Đilas, calciatore serbo
- 1984 - Javier Arizmendi, ex calciatore spagnolo
- 1984 - Valerio Bernabò, ex rugbista a 15 italiano
- 1984 - Vira Djatel, calciatrice ucraina
- 1984 - Mike Gallagher, politico statunitense
- 1984 - Santonio Holmes, ex giocatore di football americano statunitense
- 1984 - Ivar, wrestler statunitense
- 1984 - Nemanja Jovanović, calciatore serbo
- 1984 - Serghei Juric, ex calciatore moldavo
- 1984 - Petra Lammert, ex pesista e bobbista tedesca
- 1984 - Marie-Gaïané Mikaelian, ex tennista svizzera
- 1984 - Aleksandr Sëmin, ex hockeista su ghiaccio russo
- 1985 - Quiarol Arzú, calciatore honduregno
- 1985 - Rıdvan Baygut, taekwondoka turco
- 1985 - Josipa Bura, ex cestista croata
- 1985 - David Davies, nuotatore britannico
- 1985 - Freddy Hall, calciatore bermudiano († 2022)
- 1985 - Nathalie Kelley, attrice peruviana
- 1985 - Domien Loubry, cestista belga
- 1985 - Sam Morrow, ex calciatore nordirlandese
- 1985 - Femi Opabunmi, ex calciatore nigeriano
- 1985 - Robert Vaden, ex cestista statunitense
- 1985 - Leonardo Raúl Villa, calciatore argentino
- 1985 - Mariel Zagunis, schermitrice statunitense
- 1986 - Luis Carlos Cabezas, ex calciatore colombiano
- 1986 - Léo Costa, calciatore brasiliano
- 1986 - Denis Glavina, calciatore croato
- 1986 - Issama Mpeko, calciatore della Repubblica Democratica del Congo
- 1986 - Pauline Macabies, ex biatleta e fondista francese
- 1986 - Florian Marange, ex calciatore francese
- 1986 - Claudia Megrè, cantautrice e musicista italiana
- 1986 - Mehmet Topal, allenatore di calcio e ex calciatore turco
- 1986 - Mouhcine Moutouali, calciatore marocchino
- 1986 - Stacie Orrico, cantante statunitense
- 1986 - Antōnīs Rikka, ex calciatore greco
- 1986 - Maria Aurora Salvagno, velocista italiana
- 1986 - Juan Pablo Silveira, ex cestista uruguaiano
- 1986 - Edwin Soi, mezzofondista keniota
- 1986 - Patrick Steuerwald, allenatore di pallavolo e ex pallavolista tedesco
- 1986 - Daniel Tagoe, calciatore ghanese
- 1986 - Francesco Volpe, allenatore di calcio e ex calciatore italiano
- 1987 - Walter Busse, calciatore argentino
- 1987 - Lucie Castets, funzionaria francese
- 1987 - Miroslav Dvořák, combinatista nordico ceco
- 1987 - Jillian Harmon, cestista neozelandese
- 1987 - Elnur Hüseynov, cantante azero
- 1987 - TyDi, disc-jockey australiano
- 1987 - Leuterīs Intzoglou, calciatore greco
- 1987 - Lee Jeong-hyeon, cestista sudcoreano
- 1987 - Li Shanshan, cestista cinese
- 1987 - Kasia Moś, cantante polacca
- 1987 - Lasse Nielsen, calciatore danese
- 1987 - Jesús Padilla, ex calciatore messicano
- 1987 - Genís Soldevila, ex calciatore spagnolo
- 1987 - Jacob Spoonley, ex calciatore neozelandese
- 1987 - Rok Štraus, calciatore sloveno
- 1987 - Kennedy Summers, modella tedesca
- 1987 - Andrej Zubarev, hockeista su ghiaccio russo
- 1988 - Nery Bareiro, calciatore paraguaiano
- 1988 - Matthieu Bemba, ex calciatore francese
- 1988 - Riccardo Bocchino, ex rugbista a 15 italiano
- 1988 - Federico Dionisi, arbitro di calcio italiano
- 1988 - Francisco Dutari, ex calciatore argentino
- 1988 - Rens van Eijden, ex calciatore olandese
- 1988 - Timur Gareev, scacchista uzbeko
- 1988 - Jan-Arie van der Heijden, ex calciatore olandese
- 1988 - Diletta Innocenti Fagni, attrice e pittrice italiana
- 1988 - Momotarō Matsushita, canoista giapponese
- 1988 - Michael Morrison, calciatore inglese
- 1988 - Rafael Muñoz Pérez, ex nuotatore spagnolo
- 1988 - Vendula Měrková, pallavolista ceca
- 1988 - Ezinne Okparaebo, velocista norvegese
- 1988 - Sibel Özkan, sollevatrice turca
- 1988 - Milad Salem, ex calciatore afghano
- 1988 - Peter van Schie, canottiere olandese
- 1988 - Livia Stagni, schermitrice italiana
- 1988 - Emiliano Tade, calciatore argentino
- 1988 - Mekia Valentine, cestista statunitense († 2020)
- 1988 - Jason Worilds, ex giocatore di football americano statunitense
- 1989 - Arthur Aguiar, attore e cantautore brasiliano
- 1989 - Philipp Bargfrede, ex calciatore tedesco
- 1989 - Riccardo Bocalon, calciatore italiano
- 1989 - Mácris Carneiro, pallavolista brasiliana
- 1989 - Benjamin Chavaillaz, hockeista su ghiaccio svizzero
- 1989 - Benjamin Fall, rugbista a 15 francese
- 1989 - Shūichi Gonda, calciatore giapponese
- 1989 - Adrián Gunino, ex calciatore uruguaiano
- 1989 - Kian Hansen, calciatore danese
- 1989 - Shraddha Kapoor, attrice indiana
- 1989 - Dušan Katnić, cestista serbo
- 1989 - Laxmikant Kattimani, calciatore indiano
- 1989 - Lina Khan, giurista statunitense
- 1989 - Ulises Maldonado, pallavolista portoricano
- 1989 - Julija Mazurova, mezzosoprano russo
- 1989 - Rok Mordej, allenatore di calcio a 5 e ex giocatore di calcio a 5 sloveno
- 1989 - Erwin Mulder, ex calciatore olandese
- 1989 - Alessandra Nencioni, dirigente sportiva e ex calciatrice italiana
- 1989 - Ioana Raluca Olaru, ex tennista rumena
- 1989 - Marko Petković, pallanuotista serbo
- 1989 - Elohim Rolland, calciatore francese
- 1989 - Shūhei Takeuchi, giocatore di football americano giapponese
- 1989 - Christine de Bruin, bobbista canadese
- 1990 - Cosme Anvene, calciatore equatoguineano
- 1990 - Thomas Becker, canoista tedesco
- 1990 - Monika Borzym, cantante polacca
- 1990 - Diletta Crespi, ex calciatrice e ex giocatrice di calcio a 5 italiana
- 1990 - Olek Czyż, ex cestista polacco
- 1990 - Kevin Eckel, ex giocatore di football americano statunitense
- 1990 - Cornel Fredericks, ostacolista sudafricano
- 1990 - Alexina Graham, supermodella inglese
- 1990 - Sarah Kim Gries, attrice tedesca
- 1990 - Cristina Guarda, politica italiana
- 1990 - Mohammad Hussein, cestista giordano
- 1990 - Vladimir Janković, cestista serbo
- 1990 - Kid Galahad, pugile britannico
- 1990 - Jakub Kudláček, ex cestista ceco
- 1990 - Grégoire Marche, giocatore di squash francese
- 1990 - María Ntánou, fondista greca
- 1990 - Giulia Pagano, calciatrice italiana
- 1990 - Anfisa Počkalova, schermitrice ucraina
- 1990 - Celina Ree, cantante danese
- 1990 - Emmanuel Rivière, ex calciatore francese
- 1990 - Christopher Routis, ex calciatore francese
- 1990 - Errol Spence, pugile statunitense
- 1991 - Slug Christ, cantante, rapper e produttore discografico statunitense
- 1991 - James Cooke, pentatleta britannico
- 1991 - Víctor Elías, attore e cantante spagnolo
- 1991 - Quentin Jacquet, pilota motociclistico francese
- 1991 - Kaori Kawanaka, arciera giapponese
- 1991 - Filippo Lanza, pallavolista italiano
- 1991 - Chiara Lapi, pallavolista italiana
- 1991 - Noelia Marló, attrice e cantante spagnola
- 1991 - Joselu, ex calciatore spagnolo
- 1991 - Morgan Moses, giocatore di football americano statunitense
- 1991 - Park Cho-rong, cantante e attrice sudcoreana
- 1991 - Jula, cantante polacca
- 1991 - Saimon, calciatore brasiliano
- 1991 - Elia Sammartin, pilota motociclistico italiano
- 1991 - Moisés Ribeiro Santos, calciatore brasiliano
- 1991 - Dominik Schlumpf, hockeista su ghiaccio svizzero
- 1991 - Predrag Stevanović, ex calciatore tedesco
- 1991 - Adrien Trebel, calciatore francese
- 1991 - Andreas Wolff, pallamanista tedesco
- 1992 - Bobley Anderson, ex calciatore ivoriano
- 1992 - Ali Bahjat, calciatore iracheno
- 1992 - Marija Bedarëva, ex sciatrice alpina russa
- 1992 - Simone Boye Sørensen, calciatrice danese
- 1992 - Chema, calciatore spagnolo
- 1992 - Andrew Donnal, giocatore di football americano statunitense
- 1992 - Gloria Hooper, velocista italiana
- 1992 - Ažbe Jug, calciatore sloveno
- 1992 - Keo Sokpheng, ex calciatore cambogiano
- 1992 - Jésus Konnsimbal, calciatore centrafricano
- 1992 - Fernando Lucas Martins, calciatore brasiliano
- 1992 - Filip Marković, ex calciatore serbo
- 1992 - Adda, cantante rumena
- 1992 - Devin Smith, giocatore di football americano statunitense
- 1992 - Martin Torp, calciatore norvegese
- 1992 - Luisa Usenich, calciatrice italiana
- 1992 - Walihan Sailike, lottatore cinese
- 1992 - Cody Wichmann, giocatore di football americano statunitense
- 1992 - Mitch Wishnowsky, giocatore di football americano australiano
- 1993 - Alejandro Contreras, calciatore cileno
- 1993 - Ayşe Cora, cestista turca
- 1993 - Gabriela Cé, tennista brasiliana
- 1993 - Josef Dostál, canoista ceco
- 1993 - Joël Geissmann, ex calciatore svizzero
- 1993 - Nicole Gibbs, ex tennista statunitense
- 1993 - Karl Holmberg, calciatore svedese
- 1993 - Kana Muramoto, ex danzatrice su ghiaccio giapponese
- 1993 - William Le Pogam, calciatore francese
- 1993 - Nemanja Mladenović, calciatore serbo
- 1993 - Saeid Mohammadpourkarkaragh, sollevatore iraniano
- 1993 - Ravil' Netfullin, calciatore russo
- 1993 - Nurlan Novruzov, calciatore azero
- 1993 - Harry Richardson, attore australiano
- 1993 - Antonio Rüdiger, calciatore tedesco
- 1993 - Dion Smith, ciclista su strada neozelandese
- 1993 - Michael Thomas, giocatore di football americano statunitense
- 1993 - Shahobiddin Zoirov, pugile uzbeko
- 1994 - Alex Adair, disc jockey e produttore discografico inglese
- 1994 - Ary Papel, calciatore angolano
- 1994 - An Ba-ul, judoka sudcoreano
- 1994 - Federico Andrada, calciatore argentino
- 1994 - Alex Beaulieu-Marchand, sciatore freestyle canadese
- 1994 - Guro Bergsvand, calciatrice norvegese
- 1994 - Jonny Castro, calciatore spagnolo
- 1994 - Bruno Dybal, calciatore brasiliano
- 1994 - Luna Gevitz, ex calciatrice danese
- 1994 - Erdi Gülaslan, cestista turco
- 1994 - Dilson Herrera, giocatore di baseball colombiano
- 1994 - Umika Kawashima, attrice e cantante giapponese
- 1994 - Magdalena Krssakova, judoka austriaca
- 1994 - Brittany MacLean, ex nuotatrice canadese
- 1994 - Christoffer Mafoumbi, calciatore congolese (Repubblica del Congo)
- 1994 - Yoshiki Matsushita, calciatore giapponese
- 1994 - Gaetano Monachello, calciatore italiano
- 1994 - Victor Mudrac, calciatore moldavo
- 1994 - Tualibudine Mussa, canoista mozambicano
- 1994 - Hikaru Naomoto, calciatrice giapponese
- 1994 - Junior Ogedi-Uzokwe, calciatore inglese
- 1994 - Anthony Okpotu, calciatore nigeriano
- 1994 - Christian Powell, giocatore di football americano statunitense
- 1994 - Abdoulaye Touré, calciatore guineano
- 1994 - Patrick Weihrauch, calciatore tedesco
- 1995 - Rémi Bonnet, scialpinista e fondista di corsa in montagna svizzero
- 1995 - André Bukia, calciatore congolese (Repubblica Democratica del Congo)
- 1995 - J'den Cox, lottatore statunitense
- 1995 - Bryan Cristante, calciatore italiano
- 1995 - Sandro Cutiño, calciatore cubano
- 1995 - Maximilian Dittgen, calciatore tedesco
- 1995 - Jari Oosterwijk, ex calciatore olandese
- 1995 - Cristián Rodríguez, ciclista su strada spagnolo
- 1995 - Jelyzaveta Ruban, pallavolista ucraina
- 1995 - Oliver Sigurjónsson, calciatore islandese
- 1995 - Alex the Astronaut, cantante australiana
- 1995 - Josip Ćorluka, calciatore bosniaco
- 1996 - Chanagun Arpornsutinan, attore televisivo thailandese
- 1996 - Aldana Cometti, calciatrice argentina
- 1996 - Robert Dickie, calciatore inglese
- 1996 - Alexandra Edebo, sciatrice freestyle svedese
- 1996 - Alexandra Frantti, pallavolista statunitense
- 1996 - Cameron Johnson, cestista statunitense
- 1996 - Stephane Aziz Ki, calciatore ivoriano
- 1996 - Danylo Knyš, calciatore ucraino
- 1996 - Sareth Krya, calciatore cambogiano
- 1996 - Facundo Labandeira, calciatore uruguaiano
- 1996 - Alexandra Louis-Marie, schermitrice francese
- 1996 - Taylor Nelson, pallavolista statunitense
- 1996 - Pīnelopī Pavlopoulou, cestista greca
- 1996 - Bachir Sid Azara, lottatore algerino
- 1996 - Norbert Szélpál, calciatore ungherese
- 1996 - Evelise Veiga, lunghista e triplista portoghese
- 1996 - Jeremy Zucker, cantautore statunitense
- 1997 - Allan Rodrigues de Souza, calciatore brasiliano
- 1997 - Harun Alpsoy, calciatore svizzero
- 1997 - Pedro Augusto, calciatore brasiliano
- 1997 - Camila Cabello, cantautrice cubana
- 1997 - Jaime Carreño, calciatore cileno
- 1997 - Channing Lorenzo, wrestler statunitense
- 1997 - Juan Carlos Corbalan, calciatore maltese
- 1997 - Giulia Gabrieli, italiana († 2011)
- 1997 - Noor Husin, calciatore afghano
- 1997 - Derrick Jones, calciatore ghanese
- 1997 - Humberto Mejía, giocatore di baseball panamense
- 1997 - Iman Meskini, attrice norvegese
- 1997 - Momoka Muraoka, sciatrice alpina giapponese
- 1997 - David Neres, calciatore brasiliano
- 1997 - Marcell Pongó, cestista ungherese
- 1997 - Ronaldo Prieto, calciatore messicano
- 1997 - Mario Rodríguez Ruiz, calciatore spagnolo
- 1997 - Vitalij Zotov, cestista ucraino
- 1998 - Justin Bakker, calciatore olandese
- 1998 - Reda Boultam, calciatore olandese
- 1998 - Nicolás Capraro, calciatore argentino
- 1998 - Pannin Charnmanoon, attrice televisiva thailandese
- 1998 - Alexander Jallow, calciatore svedese
- 1998 - Teven Jenkins, giocatore di football americano statunitense
- 1998 - Rodgers Kwemoi, mezzofondista keniota
- 1998 - Alim McNeill, giocatore di football americano statunitense
- 1998 - Naïka, cantautrice francese
- 1998 - Jovan Nišić, calciatore serbo
- 1998 - Gustavo Nonato, calciatore brasiliano
- 1998 - Darius Olaru, calciatore rumeno
- 1998 - Joshua Onujiogu, giocatore di football americano statunitense
- 1998 - Levi Onwuzurike, giocatore di football americano statunitense
- 1998 - Selmir Pidro, calciatore bosniaco
- 1998 - Shin Jea-hwan, ginnasta sudcoreano
- 1998 - Jonathan Silva Vieira, calciatore brasiliano
- 1998 - Jakob Sørensen, calciatore danese
- 1998 - Jayson Tatum, cestista statunitense
- 1998 - Mark Veenhoven, calciatore olandese
- 1998 - Volodymyr Jakimec', calciatore ucraino
- 1999 - Jake Bates, giocatore di football americano statunitense
- 1999 - Parfait Bizoza, calciatore burundese
- 1999 - Balázs Csiszér, calciatore rumeno
- 1999 - Kamren Curl, giocatore di football americano statunitense
- 1999 - Tomoki Hayakawa, calciatore giapponese
- 1999 - Markus Howard, cestista statunitense
- 1999 - Jiang Xinyu, tennista cinese
- 1999 - Corey Kispert, cestista statunitense
- 1999 - Yair Kravitz, cestista israeliano
- 1999 - Dar'ja Kulagina, nuotatrice artistica russa
- 1999 - Niklas Märkl, ciclista su strada e ciclocrossista tedesco
- 1999 - David Otto, calciatore tedesco
- 1999 - Matías Pérez, calciatore argentino
- 1999 - Deanne Rose, calciatrice canadese
- 1999 - Shannon Scully, pallavolista statunitense
- 1999 - Sphephelo Sithole, calciatore sudafricano
- 1999 - Marco Wilson, giocatore di football americano statunitense
- 1999 - Alessio Zerbin, calciatore italiano
- 1999 - Sani Čampara, cestista bosniaco
- 2000 - Samson Akinyoola, calciatore nigeriano
- 2000 - Bojan Bojić, calciatore serbo
- 2000 - Valerija Demidova, ex sciatrice freestyle russa
- 2000 - Lamara Distin, altista giamaicana
- 2000 - Anas Farah Ali, calciatore norvegese
- 2000 - Alistair Fielding, pistard britannico
- 2000 - João Valido, calciatore portoghese
- 2000 - Luke Fleurs, calciatore sudafricano († 2024)
- 2000 - Malik Heath, giocatore di football americano statunitense
- 2000 - Kim Heiduk, ciclista su strada tedesco
- 2000 - Jevon Holland, giocatore di football americano canadese
- 2000 - Žan Kolmanič, calciatore sloveno
- 2000 - Evert Linthorst, calciatore olandese
- 2000 - Kenny McIntosh, giocatore di football americano statunitense
- 2000 - Júnior Alberto Moreno, calciatore venezuelano
- 2000 - Riley Moss, giocatore di football americano statunitense
- 2000 - Harnaaz Sandhu, modella indiana
- 2000 - Artur Sargsián, lottatore russo
- 2000 - Alva Selerud, calciatrice svedese
- 2000 - Alex Szőke, lottatore ungherese
- 2000 - Silvia Zanardi, pistard e ciclista su strada italiana
- 2000 - Nikola Đorić, calciatore serbo

## XXI secolo(38)
- 2001 - Amir Abdijanovic, calciatore austriaco
- 2001 - Léo Linck, calciatore brasiliano
- 2001 - Théo Bouchlarhem, calciatore francese
- 2001 - Tomás Castro Ponce, calciatore argentino
- 2001 - Lucas van Foreest, scacchista olandese
- 2001 - Daniel Gilford, calciatore anglo-verginiano
- 2001 - Aues Gonibov, lottatore russo
- 2001 - Matthew Hoppe, calciatore statunitense
- 2001 - Jvke, cantautore statunitense
- 2001 - Alioune Ndour, calciatore senegalese
- 2001 - Zyon Pullin, cestista statunitense
- 2001 - Ênio, calciatore brasiliano
- 2001 - Nikša Vujanović, calciatore montenegrino
- 2002 - Trey Amos, giocatore di football americano statunitense
- 2002 - Caelen Carson, giocatore di football americano statunitense
- 2002 - Lorenzo Germani, ciclista su strada italiano
- 2002 - Keely Hodgkinson, mezzofondista britannica
- 2002 - Li Bingjie, nuotatrice cinese
- 2002 - Lorenzo Musetti, tennista italiano
- 2002 - Merissah Russell, cestista canadese
- 2002 - Leonidas Stergiou, calciatore svizzero
- 2003 - Thomas Barbusca, attore statunitense
- 2003 - Lucas Carrizo, calciatore uruguaiano
- 2003 - Reylynn Caster, attrice statunitense
- 2003 - Mohamed El-Sayed, schermidore egiziano
- 2003 - Rémy Labeau Lascary, calciatore francese
- 2003 - Leandro Lescano, calciatore argentino
- 2003 - Benjamin Tahirović, calciatore svedese
- 2004 - Kevin Amaro, calciatore uruguaiano
- 2004 - Chris Brady, calciatore statunitense
- 2004 - Ivane Chegra, calciatore algerino
- 2004 - Tobías Medina, calciatore argentino
- 2004 - Matheus Nascimento, calciatore brasiliano
- 2004 - Marciano Sanca, calciatore guineense
- 2004 - Jordan Walsh, cestista statunitense
- 2005 - Marco Palestra, calciatore italiano
- 2005 - Marin Prekodravac, calciatore croato
- 2007 - Isabeau Levito, pattinatrice artistica su ghiaccio statunitense